# Beyoncé Parfums
Beyoncé Parfums é uma marca de cosméticos criada e pertencente a Beyoncé Knowles. A linha de produtos da marca é composta com fragrância, loções corporais e desodorantes para o público feminino. Seus produtos são lançados através da empresas de manufaturados francesa Coty, Inc.. Hoje, a marca é um empreendimento global, sendo vendida em mais de 70 países.
O primeiro produto lançado foi o perfume Heat em fevereiro de 2010, nos Estados Unidos e posteriormente no restante do mundo. Foi criado por Beyoncé Knowles em conjunto com Givaudan’s Claude Dir & Olivier Gillotin, usando o slogan Catch the Fever. Em acompanhamento, a fragrância vem com várias loções corporais. Ao todo, os produtos de Heat arrecadaram somente em 2010, 21 milhões de dólares mundialmente. No Reino Unido, Heat é a fragrância de celebridade mais vendida da história. Em setembro de 2010, numa versão Heat Ultimate Elixir. O segundo perfume da franquia foi o perfume Heat Rush. Em setembro de 2011, foi lançado o perfume Pulse, que teve aclamação da crítica, recebendo várias indicações ao FiFi Awards, que é o principal prêmio deste seguimento, incluindo a categoria Fragrance of The Year. No ano seguinte, houve relançamentos dos três perfumes da marca: Pulse Summer Edition, Heat Sparkling Body Mist, Heat Rush Sparkling Body Mist, Midnight Heat.
A principal fonte de inspiração de Beyoncé Knowles para criar seus perfumes foi sua mãe, se recordando do odor do perfume de sua mãe quando ela passava por Knowles. Outras inspirações são da própria Beyoncé e seu alter ego Sasha Fierce, seus figurinos, palcos e as imagens sexy e poderosa da empreendedora que é constantemente evidenciada para as fragrâncias.

## Produtos

### Fragrâncias
A primeira fragrância lançada pela marca foi Heat em fevereiro de 2010, pela empresa francesa Coty, Inc. usando o slogan Catch the Fever o produto foi criado por Beyoncé Knowles em conjunto com Givaudan’s Claude Dir & Olivier Gillotin. Heat é um "Eau du Parfum" composto por notas de baunilha vermelha, orquídea, magnolia, neroli, blush de pêssego, torando. Sendo descrito como "uma fragrância cativante que desencadeia um fogo vivo dentro de nós". O perfume foi muito bem recebido tanto criticamente quanto comercialmente. Recebeu vários prêmios, como o Dutch Drugstore Award para Dutch Drugstore Award, Academia Del Parfume para Mejor Perfume Femenino Categoría Gran Público e sendo indicado ao FiFi Awards, que é a principal premiação do ramo, na categoria Media Campaign of The Year. Comercialmente, Heat foi um sucesso sendo o mais vendido em vários países do mundo. Ao todo, os produtos de Heat arrecadaram somente em 2010, 21 milhões de dólares mundialmente. No Reino Unido, Heat é a fragrância de celebridade mais vendida da história. Em Agosto de 2010, Heat foi relançado na versão intitulada Heat Ultimate Elixir. Ele captura um lado mais privado de Beyoncé, sendo uma versão mais intensa e sensual do Heat original. A apresentadora de TV Oprah Winfrey listou Heat Ultimate Elixir no número dois em sua lista "Noseworthy Perfumes". Em fevereiro de 2011, Beyoncé Parfums lançou o segundo perfume criado por Beyoncé Knowles, Heat Rush. O produto teve uma boa recepção sendo indicado ao Cosmetic Norwegian Award na categoria Best Fragrance In The Lifestyle.
Em setembro de 2011, foi lançado o perfume Pulse, que foi criado por Knowles com Bruno Jovanovic e Loc Dong da "IFF". Lançada com o slogan Feel the Power, o perfume vem em um frasco de cabeça para baixo cromado e azul, dobrado ordenadamente em uma caixa holográfica, inspirada no estilo de Beyoncé em suas performances. É composto por notas de flor de pêra, peônia, floração da meia-noite de jasmim, baunilha de Madagascar, e orquídea bluebird. A fragrância foi um sucesso comercial e de crítica, em alusão a isso recebeu prêmios importantes, como o Excellence In Holography Awards para Best Applied Decorative Product e três indicações ao FiFi Awards, que é o principal prêmio do ramo de perfumes, incluindo Fragrance of the Year. No ano seguinte, houve relançamentos dos três perfumes da marca: Pulse Summer Edition, Heat Sparkling Body Mist, Heat Rush Sparkling Body Mist.

## Marketing

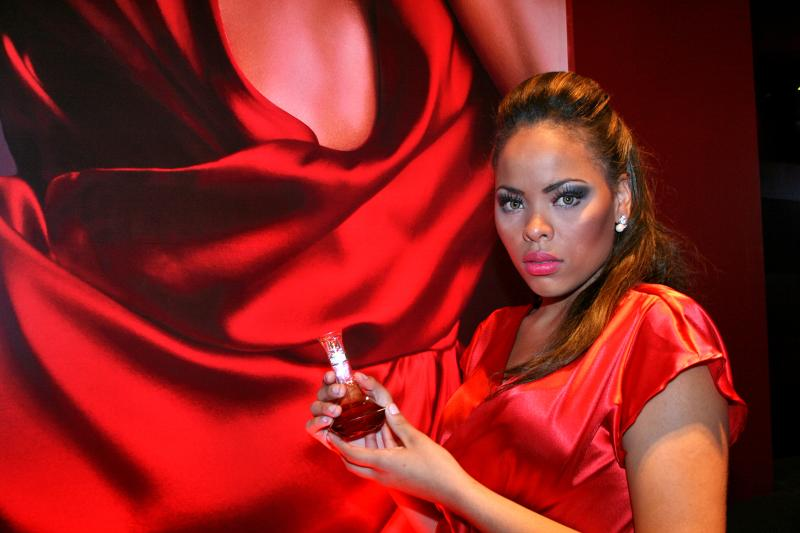
Um frasco do perfume Heat sendo exibido por uma modelo durante o seu lançamento em setembro de 2010, em São Paulo, Brasil.

Para divulgar seus produtos, "Beyoncé Parfums" investe em vários tipos de promoção como campanhas nas mídias quanto produtos grátis que acompanham seus perfumes. Para a fragrância Heat, Beyoncé gravou um comercial dirigido por Jake Nava. Trey Laird foi o diretor executivo de criação, enquanto Hans Dorsinville foi o diretor criativo do vídeo. Laird disse que o tema principal do comercial é que deve aparecer Beyoncé "sexy e um pouco perigosa", no entanto, "de um modo sofisticado e elegante". O comercial de TV usa como plano de fundo a canção "Fever" que foi posteriormente lançada como single promocional no dia 8 de Fevereiro de 2010. A publicidade impressa para Heat foi feita por Michael Thompsom. Ocorreram várias aparições de Beyoncé Knowles para promover Heat, como no lançamento oficial do perfume nas lojas Macy's em Nova Iorque e várias participações em programas de TV como o The Today Show. Várias amostras grátis do perfume foram distribuídas, incluindo na edição de fevereiro da revista Seventeen e nos álbuns por Beyoncé  I Am... World Tour (2010) e seu quarto álbum de estúdio, 4 (2011). No início de 2011, foi lançado um extended play (EP) intitulado Heat: Limited edition CD que acompanhava o perfume, o mini-álbum incluía a canção "Fever" e 4 outros remixes. Vários outros produtos adicionais acompanhavam o perfume, como uma bolsa grátis. Não houve grandes promoções para o perfume Heat Rush.
O lançamento do perfume Pulse foi apoiada com divulgações globais integradas, atividades de marketing e vários movimentos nas redes sociais como o Facebook e Twitter incluindo uma campanha dinâmica com comercial de TV estrelado por Beyoncé Knowles, a ser apresentado em mais de 60 países. O comercial para a TV foi dirigido por Jake Nava o mesmo criador do comercial de seu perfume anterior perfume "Heat". Os anúncios na TV começaram a ser transmitidos em agosto 2011. O fotógrafo responsável pela arte visual impressa da fragrância foi Lionel Gasperini. No dia 27 de julho de 2011 foi promovido um evendo nas lojas de departamentos Macy's no Brooklyn em Nova York para comemorar o lançamento do perfume. Beyoncé Knowles compareceu o lançamento da fragrância em várias lojas, como loja PH-D em "Dream Downtown", Nova York. e Macy's no Herald Square, em Nova York. A empreendedora também concedeu várias entrevistas para as redes de TV, como ao Associated Press, ao programa "Late Night with Jimmy Fallon" da rede NBC onde distribuiu para toda a platéia frascos do perfume Pulse gratuitamente. A gravadora Sony Music organizou uma promoção sorteando 7 frascos de Pulse.